# Champions Trophy de Hóquei sobre a grama Feminino de 2018
O Troféu dos Campeões de Hóquei sobre a grama Feminino de 2018 (em inglês: 2018 Women's Field Hockey Champions Trophy) foi a 23ª e última edição deste torneio. A partir de 2019, a Liga Profissional de Hóquei substituirá esta competição. Sua administração e realização estiveram sob a supervisão da Federação Internacional de Hóquei (em inglês: International Hockey Federation - FIH).
Este torneio originalmente seria sediado na Argentina, mas em 2016 a FIH rompeu com a Confederação Argentina de Hóquei (por esta não poder seguir com todas as exigências da entidade), o que levou a mudança do evento para a cidade de Changzhou, na China. O Wujin Hockey Stadium recebeu as partidas deste evento.
A Argentina é uma das seleções detentoras do recorde de títulos desta competição (com sete ao todo), além de ser a última tri-campeã consecutiva do Champions Trophy. A equipe dos Países Baixos foi campeã desta edição final, igualando assim em conquistas com o selecionado argentino.

## Regulamento e participantes
Esta edição do Champions Trophy contou com duas fases de disputa.
A primeira fase foi classificatória, no formato de pontos corridos com todas as equipes se enfrentando. As posições conquistadas, ao término desta etapa, determinaram as partidas para a fase final do torneio, desde a disputa do quinto lugar até a decisão pelo título.
O total de nações participantes foi seis. A China por sediar o torneio. A Argentina por defender o título obtido em 2016. O Reino Unido por ter conquistado o ouro nos Jogos Olímpicos Rio-2016. Os Países Baixos por deterem  as conquistas recentes da Liga Mundial e da Copa do Mundo. Como estas quatro equipes preenchiam mais de um critério para participar do Champions Trophy, foram convidadas pela FIH as seleções de Austrália e Japão.

## Jogos do Champions Trophy Feminino de 2018
Seguem-se, abaixo, as partidas desta competição.

### Primeira fase
1ª rodada
| 17 de novembro |             |     |       |         |  |  |
|                | Reino Unido | 2-2 | China | Reporte |  |  |

| 17 de novembro |           |     |           |         |  |  |
|                | Austrália | 2-1 | Argentina | Reporte |  |  |

| 17 de novembro |               |     |       |         |  |  |
|                | Países Baixos | 3-1 | Japão | Reporte |  |  |

2ª rodada
| 18 de novembro |           |     |             |         |  |  |
|                | Austrália | 2-0 | Reino Unido | Reporte |  |  |

| 18 de novembro |       |     |       |         |  |  |
|                | China | 0-0 | Japão | Reporte |  |  |

| 18 de novembro |               |     |           |         |  |  |
|                | Países Baixos | 3-0 | Argentina | Reporte |  |  |

3ª rodada
| 20 de novembro |           |     |               |         |  |  |
|                | Austrália | 0-3 | Países Baixos | Reporte |  |  |

| 20 de novembro |           |     |       |         |  |  |
|                | Argentina | 0-2 | China | Reporte |  |  |

| 20 de novembro |       |     |             |         |  |  |
|                | Japão | 2-2 | Reino Unido | Reporte |  |  |

4ª rodada
| 22 de novembro |           |     |       |         |  |  |
|                | Argentina | 4-0 | Japão | Reporte |  |  |

| 22 de novembro |       |     |           |         |  |  |
|                | China | 0-0 | Austrália | Reporte |  |  |

| 22 de novembro |             |     |               |         |  |  |
|                | Reino Unido | 0-4 | Países Baixos | Reporte |  |  |

5ª rodada
| 24 de novembro |       |     |           |         |  |  |
|                | Japão | 3-1 | Austrália | Reporte |  |  |

| 24 de novembro |               |     |       |         |  |  |
|                | Países Baixos | 2-1 | China | Reporte |  |  |

| 24 de novembro |             |     |           |         |  |  |
|                | Reino Unido | 0-1 | Argentina | Reporte |  |  |

#### Classificação - Primeira fase
| Col. | Equipe        | Pts | J | V | E | D | GF | GC | Saldo |
| ---- | ------------- | --- | - | - | - | - | -- | -- | ----- |
| 1º   | Países Baixos | 15  | 5 | 5 | 0 | 0 | 15 | 2  | +13   |
| 2º   | Austrália     | 7   | 5 | 2 | 1 | 2 | 5  | 7  | -2    |
| 3º   | China         | 6   | 5 | 1 | 3 | 1 | 5  | 4  | +1    |
| 4º   | Argentina     | 6   | 5 | 2 | 0 | 3 | 6  | 7  | -1    |
| 5º   | Japão         | 5   | 5 | 1 | 2 | 2 | 6  | 10 | -4    |
| 6º   | Reino Unido   | 2   | 5 | 0 | 2 | 3 | 4  | 11 | -7    |

Primeira Fase - Regras gerais (Appendix 2):
- Convenções: Pts = pontos, J = jogos, V = vitórias, E = empates, D = derrotas, GF = gols feitos, GC = gols contra, Saldo = diferença de gols.
- Critérios de pontuação: vitória = 3, empate = 1, derrota = 0.
- Critérios de desempate: 1º pontos, 2º diferença de gols, 3º gols feitos, 4º confronto direto.[21]

### Fase final
| 25 de novembro |       |     |             |         |  |  |
| 5/6            | Japão | 1-2 | Reino Unido | Reporte |  |  |

| 25 de novembro |       |     |           |         |  |  |
| 3/4            | China | 0-6 | Argentina | Reporte |  |  |

| 25 de novembro |               |     |           |         |  |  |
| 1/2            | Países Baixos | 5-1 | Austrália | Reporte |  |  |

## Classificação final e premiações

### Posicionamento
| Posição | Seleção       |
| ------- | ------------- |
|         | Países Baixos |
|         | Austrália     |
|         | Argentina     |
| 4       | China         |
| 5       | Reino Unido   |
| 6       | Japão         |

### Destaques
Seguem-se abaixo os destaques desta competição.
- Total de partidas: 18.
- Total de gols (média por partida): 56 (3.11).
- Goleadoras:  Marijn Veen = 5;  Caia van Maasakker,  Julieta Jankunas e  María José Granatto = 3.
- Melhor jogadora:  Eva de Goede.
- Melhor goleira:  Ye Jiao.
- Revelação da competição:  Marijn Veen.